# 1 Wołyńska Brygada Kawalerii Narodowej

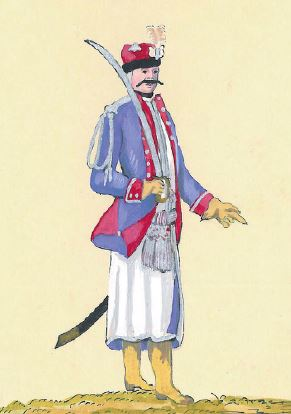
Oficer 1 Wołyńskiej BKN Dzierżka

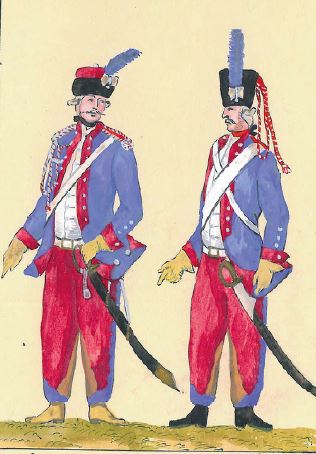
Towarzysz i szeregowy 1 Wołyńskiej BKN

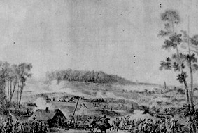
J.P. Norblin, Bitwa pod Zieleńcami

7 Brygada Kawalerii Narodowej – brygada jazdy koronnej Rzeczypospolitej Obojga Narodów.

Inne nazwy:
1. W okresie istnienia czterech brygad - do jesieni 1789: 1 Brygada Kawalerii Narodowej w Dywizji Ukraińskiej i Podolskiej (potocznie: 1 Ukraińska Brygada Kawalerii Narodowej)[1]
2. po reorganizacji i utworzeniu ośmiu brygad w 1789: 1 Wołyńska Brygada Kawalerii Narodowej[2]

## Formowanie i zmiany organizacyjne
Utworzona w 1776 z chorągwi husarskich i pancernych partii ukraińskiej i podolskiej.
W październiku 1789 roku rozpoczęto reorganizację brygad kawalerii. Z chorągwi I Ukraińskiej BKN utworzono 1 Wołyńską Brygadę Kawalerii Narodowej brygadiera Rafała Dzierżka, a jej chorągwiom nadano numery od 73 do 84. Była kontynuatorka 1 Brygady KN w Dywizji Ukraińskiej i Podolskiej. Początkowo wchodziła w skład teoretycznie istniejącej Dywizji Podolskiej i Bracławskiej. Po zmianie w 1790 podziału wojska weszła w skład Dywizji Wołyńskiej i Podolskiej. Proces rozbudowy i translokacji poszczególnych chorągwi trwał wiele następnych miesięcy. W czerwcu 1791 liczyła 1764 koni służebnych.
Opinia gen. inspektora Józefa Podhorodeńskiego na temat jednej z chorągwi 1 Wołyńskiej Brygady KN:

Gdy nie tylko w Roku przeszłym 1790 w czasie Lustracyi Mojey Brygady Kawaleryi Narodowey w Kommendzie JW. Dzierżka Generała Majora będąca, Chorągiew Rotmistrzostwa JO Xcia Adama Czartoryskiego Majora Kawaleryi Narodowey, w należytym porządku, pod rządami y komendą WfielmożnegoJ Rozwadowskiego podporucznika teyże Chorągwi znalazłem, taż y teraz w czasie agituiącey się Kommisyi w Szarogrodzie, przystąpiwszy do podobney że, Lustracyi Stanu tey Chorągwi wraz z wykommenderowanemi Mojemi Assesorami, w naylepszey Sytuacyi, tak co do porządku Ekwipażu, iako też y Tresunku Ludzi, tak konno, iako y pieszą znayduiąc, — przeto słusznym wymiarem Sprawiedliwości, nie mogą inaczey temu Słusznemu Officyerowi nadgrodzić, iako dać Zaświadczenie Moie, y dobrey Konduity, y o zdatności Onego do dalszego Awansu oraz zarekomendowania Go pamięci y względom Pfrześwietnjey Kommisyi Woyskowey Oboyga Narodów. Dan w Moraffie przy Lustracyi, na Sessyi Kommisyi, d. 6 Mca Sierpnia 1791 Roku.

Wiosną 1792 roku, w przededniu wojny z Rosją uzyskała swój najwyższy rozwój organizacyjny i liczyła etatowo 1818 ludzi, a faktycznie 1752. W marcu 1792 stacjonowała w Szarogrodzie.
6 maja 1793 wcielona do wojsk rosyjskich pod nazwą Brygady Bracławskiej. Na wieść o wybuchu powstania kościuszkowskiego, brygada przebiła się przez kordon i wzięła udział w powstaniu.

## Stanowiska
- Szarogród (1776-1792)

po wojnie polsko rosyjskiej 1792 roku:
- Zwinogród i okolice (1792-1793)[3].

## Walki brygady
Pod koniec kwietnia 1794 roku brygada zaczęła przedzierać się do Polski. Pod dowództwem Franciszka Wyszkowskiego wzięła udział w walkach insurekcyjnych.
Żołnierze brygady walczyli pod Serbami i Cekinówką (22 maja 1792), Mórafą (26 maja 1792), Zieleńcami (17 czerwca 1792), Białorękawami (30 kwietnia 1794), Starym Konstantynowem (1 maja 1794), Włodzimierzem (7 lipca 1794), Bereżem (18 lipca 1794), Dubienką (18 maja 1974) i Chełmem (8 czerwca 1974). Brali udział w obronie Warszawy a następnie w walkach pod Gołchówem (29 czerwca 1794), Raszynem (10 lipca 1794), Wolą (27 lipca 1794), Powązkami (18 sierpnia 1794), a także pod Wawrzyszewem (28 września 1794).

## Żołnierze brygady
Do jesieni 1789 roku sztab brygad składały się z brygadiera, vicebrygadiera, kwatermistrza, audytora i adiutanta. Nowo uchwalony etat poszerzał sztab brygady o trzech majorów i adiutanta. Zgodnie z prawem ustanowionym 9 października 1789 roku brygadier, vicebrygadier i major mieli być wybierani przez króla spośród przedstawionych mu przez Komisję Wojskową w połowie osób zgodnie ze starszeństwem i zdatnością ze służby czynnej i w połowie spośród rotmistrzów z kawalerii narodowej i rodaków wracających ze służby zagranicznej. Pozostałych oficerów sztabu fortragował brygadier.
Komendanci:
- Rafał Dzierżek (1777-1792)[b],
- vacat
- Stanisław Kublicki (27 IV 1793 - ),
- Franciszek Ksawery Wyszkowski[c]